# TNA・バウンド・フォー・グローリー
バウンド・フォー・グローリー（Bound for Glory）は、インパクト・レスリングが開催しているPPVによる興行の名称。

## 概要
当初、2003年にWWEを退団したハルク・ホーガンがTNA（後のインパクト・レスリング）に入団するという噂が立ち、その時にTNAの最大規模大会として開催しようとした名称であった。結局、ホーガンの入団が流れたため、開催されることは無かった。2005年10月、それまで「RAW」を放送していたスパイクTVで「TNA Impact」が放送開始となり、TNAが全米規模になったことで開催された。

## 試合結果

### Bound for Glory 2005
- 日程 : 2005年10月23日
- 場所 : フロリダ州オーランドのTNAインパクト・ゾーン
- 観衆 : 900人
- プレショー
  - フェイタル4ウェイマッチ

○サンジェイ・ダット vs アレックス・シェリー vs オースチン・エイリース vs ロデリック・ストロング
- ○サモア・ジョー vs ●獣神サンダー・ライガー
- ○ザ・ダイヤモンド・イン・ザ・ラフ（サイモン・ダイヤモンド, デビッド・ヤング&エリックス・スキッパー） vs ●アポロ, ソニー・シアキ&シャーク・ボーイ
- ○モンティ・ブラウン vs ●ランス・ホイット
- ○チーム・カナダ（ボビー・ルード, エリック・ヤング&A-1） vs ●3ライブ・クルー（コナン, ロン・キリングス&BG・ジェイムス）
- アルティメットX形式TNA Xディヴィジョン王座次期挑戦者決定戦

○ピーティー・ウィリアムズ vs クリス・セイビン vs マット・ベントレイ
- - ウィリアムスが次期挑戦者となる。
- NWA世界タッグ選手権試合

○アメリカズ・モスト・ウォンテッド（クリス・ハリス&ジェームズ・ストーム）(c) vs ●ザ・ナチュラルズ（チェイス・スティーブンス&アンディ・ダグラス）
- - 王者組が防衛に成功
- モンスターズ・ボール・マッチ

○ライノ vs アビス vs サブゥー vs ジェフ・ハーディー
- TNA Xディヴィジョン選手権試合 アイアンマン・マッチ

○AJ・スタイルズ(c) vs ●クリストファー・ダニエルズ
- - 王者AJが防衛に成功
- ガントレット・フォー・ザ・ゴールド形式NWA世界ヘビー級王座挑戦者決定戦

○ライノ vs アビス vs サモア・ジョー vs ロン・キリングス vs サブゥー vs ランス・ホイット vs ジェフ・ハーディー vs モンティ・ブラウン vs キップ・ジェイムス vs AJ・スタイルズ
- - ライノが次期挑戦者に決定
- NWA世界ヘビー級選手権試合 特別レフェリー：ティト・オーティズ

○ライノ vs ジェフ・ジャレット(c)
- - ライノが王座奪取

### Bound for Glory 2006
- 日程 : 2006年10月22日
- 場所 : ミシガン州プリマスのコンピュウェア・スポーツ・アリーナ
- 観衆 : 3,600人
- プレショー

○ボビー・ルード vs ●ランス・ホイット
- ガントレット・バトルロイヤルXディヴィジョン 形式ケビン・ナッシュ杯争奪
- 表記は入場順

○オースチン・スター vs サンジェイ・ダット vs マーヴェリック・マット vs ジェイ・リーサル vs A-1 vs ザック・ゴーウェン vs カザリアン vs シレルダ vs シャーク・ボーイ vs アレックス・シェリー vs D-Ray 3000 vs ジョニー・デーヴィン vs エリックス・スキッパー vs ショート・スリーブ・サンプソン vs ノーマン・スマイリー vs ピーティー・ウィリアムズ
- - スターが優勝
- フォー・コーナーズ・マッチ

○チーム3D（ブラザー・レイ&ブラザー・ディーボン） vs アメリカズ・モスト・ウォンテッド（クリス・ハリス&ジェームズ・ストーム） vs ザ・ジェイムス・ギャング（BGジェイムス&キップ・ジェイムス） vs ザ・ナチュラルズ（チェイス・スティーブンス&アンディ・ダグラス）
- モンスターズ・ボール・マッチ 特別レフェリー：ジェイク・ロバーツ

○サモア・ジョー vs ブラザー・ラント vs レイヴェンvs アビス
- 敗者引退マッチ

○エリック・ヤング vs ●ラリー・ズビスコ
- - ズビスコは敗れたため引退となる
- Xディヴィジョン選手権試合

○クリス・セイビン vs ●センシ(c)
- - 挑戦者セイビンが王座奪取
- 8マイル・ストリートファイト

○クリスチャン・ケイジ vs ●ライノ
- シックス・サイズ・オブ・スティール・ケージマッチ形式NWA世界タッグ選手権試合

○ザ・ラテン・アメリカン・エクスチェンジ（LAX）（ホミサイド&ヘルナンデス） vs ●AJスタイルズ&クリストファー・ダニエルズ(c)
- - 挑戦者組が王座奪取
- NWA世界ヘビー級選手権試合 "王座 VS キャリア"マッチ 特別立会人：カート・アングル

○スティング vs ●ジェフ・ジャレット(c)
- - 挑戦者スティングが王座奪取して引退を免れる

### Bound for Glory 2007
- 日程 : 2007年10月14日
- 場所 : ジョージア州ダルースのグウィネット・センター
- 観衆 : 4,000人
- プレショー

○モーターシティ・マシンガンズ（クリス・セイビン and アレックス・シェリー） vs ジョーイ・マシューズ and ジョニー・スウィンガー●
○ミズ・ブルックス vs シャフィー●
- アルティメットX形式TNA世界タッグ王座戦挑戦者決定戦

○ザ・ラテン・アメリカン・チェンジ（ホミサイド and ヘルナンデス） vs トリプルX（センシ and エリックス・スキッパー）●
- ファイト・フォー・ザ・ライト リバース・バトルロイヤル

○エリック・ヤング vs ロバート・ルード vs ジェイムズ・ストーム vs BGジェームズ vs キップ・ジェームズ vs ランス・ホイット vs ジミー・レイブ vs クリス・ハリス vs クリス・セイビン vs アレックス・シェリー vs カズ vs ペティー・ウィリアムズ vs ジュニアー・ファトゥ vs ヘイボック vs シャーク・ボーイ vs サンジェイ・ダット
- TNA世界タッグ選手権試合

○AJスタイルズ and トムコ vs チーム・パックマン（ロン・キリングス and カンシークエンス・クリード）(c) with アダム・ジョーンズ●
- TNA Xディヴィジョン選手権試合

○ジェイ・リーサル(c) vs クリストファー・ダニエルズ●
- トゥー・アウト・オブ・スリー・フォールス・テーブル・マッチ

○ザ・スタイナー・ブラザーズ（リック・スタイナー and スコット・スタイナー） and チーム3D（ブラザー・レイ and ブラザー・ディーボン）●
- ガントレット形式TNAノックアウト選手権試合

○ゲイル・キム vs ロキシー●
- シングルマッチ

○サモア・ジョー vs クリスチャン・ケイジ●
- - 特別レフェリー：マット・モーガン
- モンスターズ・ボール・マッチ

○アビス vs レイヴェン vs ライノ vs ブラック・レイン
- TNA世界ヘビー級選手権試合

○スティング vs カート・アングル(c)●

### Bound for Glory 2008
- 日程 : 2008年10月12日
- 場所 : イリノイ州ホフマンエステイツのナウ・アリーナ
- 観衆 : 5,000人
- 公式大会曲 : スマッシング・パンプキンズ「Tarantula」
- プレショー

○エリック・ヤング and ソジャナー・ボルト vs ランス・ロック and クリスティ・ヘミ●
- スチール・アサイラム・マッチ

○ジェイ・リーサル vs ソジャナー・ボルト vs クリス・セイビン vs アレックス・シェリー vs カレー・マン vs シャーク・ボーイ vs スーパー・エリック vs ペティー・ウィリアムズ vs ジョニー・ディヴァイン vs ジミー・レイブ
- ビンボー・ブロウル形式6人男女混合タッグマッチ

○ODB and ラカ・カーン and ライノ vs ザ・ビューティフル・ピープル（アンジェリーナ・ラブ and ヴェルベット・スカイ） and キュート・キップ●
- - 特別レフェリー：トレイシー・ブルックス
- TNA Xディヴィジョン選手権試合

○シーク・アブドゥル・ベシア(c) vs カンシークエンス・クリード●
- 3WAYダンス形式TNA女子ノックアウト選手権試合

○タイラー・ワイルド(c) vs オーサム・コング（with ライーシャ・サイード） vs ロキシー
- 4WAYタッグ・モンスターズ・ボールズ形式TNA世界タッグ選手権試合

○ビアマネーインク（ロバート・ルード and ジェームズ・ストーム）（with ジャクリーン） vs アビス and マット・モーガン vs チーム3D（ブラザー・レイ and ブラザー・ディーボン） vs ザ・ラテン・アメリカン・チェンジ（ホミサイド and ヘルナンデス）
- - 特別レフェリー スティーブ・マクマイケル
- 3WAYダンス

○ブッカーT（with シャメール） vs クリスチャン・ケイジ vs AJスタイルズ
- シングルマッチ

○ジェフ・ジャレット vs カート・アングル●
- - 特別裁定人：ミック・フォーリー
- TNA世界ヘビー級選手権試合

○スティング（with ケビン・ナッシュ） vs サモア・ジョー(c)●

### Bound for Glory 2009
- 日程 : 2009年10月18日
- 場所 : カリフォルニア州アーバインのブレン・イベンツ・センター
- 観衆 : 2,400人
- 公式大会曲 : デッド・バイ・サンライズ「Crawl Back In」

### Bound for Glory 2010
- 日程 : 2010年10月10日
- 場所 : フロリダ州デイトナビーチのオーシャン・センター
- 観衆 : 3,500人
- 公式大会曲 : スマッシング・パンプキンズ「FOL」

### Bound for Glory 2011
- 日程 : 2011年10月18日
- 場所 : ペンシルベニア州フィラデルフィアのリアコーラス・センター
- 観衆 : 3,585人
- 公式大会曲 : ステインド「Not Again」

### Bound for Glory 2012
- 日程 : 2012年10月14日
- 場所 : アリゾナ州フェニックスのGCUアリーナ
- 観衆 : 2,900人
- 公式大会曲 : トラプト「Bring It」

### Bound for Glory 2013
- 日程 : 2013年10月20日
- 場所 : カリフォルニア州サンディエゴのビエジャス・アリーナ
- 観衆 : 3,000人
- 公式大会曲 : ジェフ・ハーディー「Every Other Day」
- アルティメットX形式TNA Xディヴィジョン選手権試合

○クリス・セイビン(c)（with ベルベット・スカイ） vs マニック vs オースチン・エイリース vs ジェフ・ハーディー vs サモア・ジョー
- TNA世界タッグ選手権試合

○ブローマンズ (ジェシー・ゴッダーズ and ロビー・E)（with Phil Heath） vs ガンナー and ジェームズ・ストーム(c)●
- 3WAYダンス形式TNAノックアウト選手権試合

○ゲイル・キム vs ODB(c) vs ブルック
- シングルマッチ

○ボビー・ルード vs カート・アングル●
- シングルマッチ

○イーサン・カーター3世 vs Norv Fernum●
- シングルマッチ

○マグナス vs スティング●
- ノーDQマッチ形式TNA世界ヘビー級選手権試合

○AJスタイルズ vs ブリー・レイ(c)●（with ブルック）

### Bound for Glory 2014
業務提携を結んでいるWRESTLE-1の全面協力で開催された。